# Pat O'Connor
Pat O'Connor (n. 9 octombrie 1928 – d. 30 mai 1958) a fost un pilot de curse auto american care a evoluat în Campionatul Mondial de Formula 1 între anii 1954 și 1958.
1. 1 2  Pat O'Connor, Find a Grave, accesat în 9 octombrie 2017